# Algis Budrys
Algis Budrys (Koningsbergen, 9 januari 1931 – Evanston, 9 juni 2008) was een Litouws-Amerikaans schrijver van sciencefictionboeken en -verhalen, redacteur en recensent.

## Biografie
Budrys, door zijn vrienden "AJ" genoemd, werd geboren als Algirdas Jonas Budrys in Koningsbergen in Oost-Pruisen als zoon van een Litouws consul. Hij verhuisde op vijfjarige leeftijd met zijn familie naar de Verenigde Staten.
Budrys ging naar de Universiteit van Miami en vervolgens naar de Columbia-universiteit in New York. Zijn eerste gepubliceerde verhaal was "The High Purpose", dat in 1952 verscheen in Astounding Science Fiction. Vanaf dat jaar werkte Budrys als redacteur voor onder andere "Gnome Press" en "Galaxy Science Fiction". Een aantal van zijn verhalen in de jaren vijftig werden uitgebracht onder de naam "John A. Sentry", een verengelsing van zijn Litouwse naam. Hij schreef ook korte verhalen onder de pseudoniemen Frank Mason, Alger Rome, William Scarff en Paul Janvier. Zijn roman Rogue Moon uit 1960 werd genomineerd voor de Hugo Award. Budrys' roman Who? uit 1958 werd verfilmd in 1973 onder de titel The Man with the Steel Mask. De schrijver kreeg in 2007 van de SFRA (Science Fiction Research Association) de Pilgrim Award voor zijn levenslange bijdragen aan sciencefiction. Budrys was ook recensent voor Galaxy Science Fiction en The Magazine of Fantasy and Science Fiction, redacteur van Playboy, leraar aan de Clarion Writers Workshop en organisator en jurylid van de Writers of the Future awards.
Budrys trouwde met Edna Duna en ze hadden vier zoons. Hij overleed thuis in Evanston in de staat Illinois aan een uitgezaaid melanoom (huidkanker).

### Romans
- False Night (1954)
- Man of Earth (1956)
- Who? (1958), Nederlandse titel Metalen man uit Rusland
- The Falling Torch (1959)
- Rogue Moon (1960)
- Some Will Not Die (1961) (uitgebreide en herwerkte versie van False Night)
- The Iron Thorn (1967) (als serie in If magazine; herwerkt en uitgegeven in boekvorm als The Amsirs and the Iron Thorn), Nederlandse titel Terugkeer in de toekomst
- Michaelmas (1977)
- Hard Landing (1993)
- The Death Machine (2001) (oorspronkelijk gepubliceerd als Rogue Moon tegen Budrys' wens in)

### Collecties
- The Unexpected Dimension (1960)
- Budrys' Inferno (1963)
- The Furious Future (1963)
- Blood and Burning (1978)
- Benchmarks: Galaxy Bookshelf (1984)
- Writing to the Point (1994)
- Outposts: Literatures of Milieux (1996)
- Entertainment (1997)
- The Electric Gene Machine (2000)
- Benchmarks Continued: F&SF "Books" Columns 1975-1982 (2012)
- Benchmarks Revisited: F&SF "Books" Columns 1983-1986 (2013)
- Benchmarks Concluded: F&SF "Books" Columns 1987-1993 (2013)

### Korte verhalen
- The High Purpose in Astounding Science Fiction, 1952.
- "Protective Mimicry in Galaxy Science Fiction, 1953.
- Riya's Foundling (1953) in Science Fiction Stories, 1953.
- The End of Summer (1954) in Astounding Science Fiction; ook gepubliceerd in de verhalenbundel Penguin Science Fiction (samensteller Brian Aldiss, 1961).
- Ironclad in Galaxy Science Fiction, 1954.
- Citadel (1955) in Astounding Science Fiction, 1955.
- The War is Over (1957) – eerst verschenen in Astounding Science Fiction 1957. Daarna opgenomen in de verhalenbundel 13 Great stories of Science-Fiction (samensteller Groff Conklin, 1960.)
- The Barbarians (1958) (als John A. Sentry) in If magazine, februari 1958.
- The Stoker and the Stars (1959) (als John A. Sentry) in Astounding Science Fiction, februari 1959.
- The Price (1960) – eerst verschenen in The Magazine of Fantasy & Science Fiction,  1960. Ook gepubliceerd in de verhalenbundel The War Book (samensteller James Sallis, 1969).
- For Love (oorspronkelijk gepubliceerd in Galaxy Science Fiction, juni 1962) – opgenomen in The Seventh Galaxy Reader (samensteller Frederik Pohl, 1964).
- Be Merry (1966) gepubliceerd in If magazine, december 1966, Vol. 16, No. 12, Issue 109.
- The Master of the Hounds (1966) eerst gepubliceerd in The Saturday Evening Post (Edgar Award nominatie).
- Nobody bothers Gus (1955) gepubliceerd in SF The Best of The Best Part Two, maart 1968.

- Bibsys: 12064560
- Bibliothèque nationale de France: cb11894449z (data)
- CiNii: DA10571562
- Gemeinsame Normdatei: 105027103
- International Standard Name Identifier: 0000 0001 1477 6860
- Library of Congress Control Number: n79060196
- MusicBrainz: e6af7e51-55d1-4b3f-ae64-2c48f69d251c
- Bibliotheek van het Japanse parlement: 00434733
- Nationale Bibliotheek van Tsjechië: jn20001005373
- Nationale bibliotheek van Australië: 35668020
- Nationale Bibliotheek van Israël: 987007598957905171
- Nationale en Universitaire bibliotheek Zagreb: 000168111
- Nederlandse Thesaurus van Auteursnamen: 071912371
- Réseau des bibliothèques de Suisse occidentale: 02-A013435775
- SNAC: w6t47kmd
- Système universitaire de documentation: 082943435
- Trove: 1034413
- Virtual International Authority File: 93054017
- WorldCat: E39PBJrmb9kKHXg4MMtWW4GPwC